# Bålbergets naturreservat
Bålbergets naturreservat är ett naturreservat i Karlstads kommun i Värmlands län.
Området är naturskyddat sedan 2022 och är 17 hektar stort. Reservatet ligger vid Vålberg väster om Karlstad  och består av hällmarkstallskog, blandskog och lövskog.